# Presque tous
En mathématiques, le terme « presque tous » signifie « tous sauf une quantité négligeable ». Plus précisément, si {\displaystyle X} est un ensemble, « presque tous les éléments de {\displaystyle X} » signifie « tous les éléments de {\displaystyle X} à l'exception de ceux d'un sous-ensemble négligeable de {\displaystyle X} ». La signification de « négligeable » dépend du contexte mathématique : par exemple, cela peut signifier fini, dénombrable ou de mesure nulle.
En revanche, " presque aucun  " signifie "une quantité négligeable", c'est-à-dire que "presque aucun élément de {\displaystyle X}" signifie "une quantité négligeable d'éléments de {\displaystyle X} ".

## Significations dans différents domaines des mathématiques

### Signification prévalente
Dans plusieurs domaines des mathématiques, « presque tous » est parfois utilisé pour signifier « tous (les éléments d'un ensemble infini), à l'exception d’un nombre fini ,. » Cette utilisation se produit également en philosophie. De même, « presque tous » peut signifier « tous (les éléments d'un ensemble non dénombrable), à l'exception d’un ensemble dénombrable . »
Exemples :
- presque tous les nombres entiers positifs sont supérieurs à 1 000 000 000 000[4] ;
- presque tous les nombres premiers sont impairs (car 2 est la seule exception)[5] ;
- presque tous les polyèdres sont irréguliers (car il n'y a que neuf exceptions: les cinq solides platoniques et les quatre polyèdres de Kepler – Poinsot) ;
- si P est un polynôme non nul, alors P (x) ≠ 0 pour presque tous les x (sinon tous les x).

### Signification dans la théorie de la mesure

L'escalier de Cantor comme une fonction qui a une dérivée nulle presque partout.

Quand on parle des réels, parfois «presque tous» peut signifier «tous les réels à l'exception d'un ensemble de mesure nulle »,,. De même, si S est un ensemble de réels, "presque tous les nombres de S " peut signifier "tous les nombres de S sauf ceux d'un ensemble de mesure nulle ". La ligne réelle peut être considérée comme un espace euclidien unidimensionnel. Dans le cas plus général d'un espace à n dimensions (où n est un entier positif), ces définitions peuvent être généralisées à "tous les points sauf ceux d'un ensemble de mesure nulle" ou "tous les points de S sauf ceux d'un ensemble de mesure nulle "(cette fois, S est un ensemble de points dans l'espace). Plus généralement encore, «presque tout» est parfois utilisé dans le sens de « presque partout » dans la théorie de la mesure,,, ou dans le sens étroitement lié de « presque sûrement » en théorie des probabilités .
Exemples :
- dans un espace mesuré, comme la droite des réels, les ensembles dénombrables ont une mesure nulle. L'ensemble des nombres rationnels est dénombrable, donc presque tous les réels sont irrationnels[12] ;
- comme l'a prouvé Georg Cantor dans son premier article sur la théorie des ensembles (en), l'ensemble des nombres algébriques est aussi dénombrable, donc presque tous les réels sont transcendants[13],[sec 7] ;
- presque tous les réels sont normaux[14] ;
- l'ensemble de Cantor a aussi une mesure nulle, donc presque tous les réels ne sont pas contenus dans celui-ci, même s'il est indénombrable[6] ;
- la dérivée de la fonction de Cantor est nulle pour presque tous les nombres dans {\displaystyle [0;1]}. Ceci découle de l'exemple précédent car la fonction de Cantor est constante localement, et a donc une dérivée nulle en dehors de l'ensemble de Cantor.

### Signification en théorie des nombres
En théorie des nombres, "presque tous les entiers positifs" peut signifier "les entiers positifs dans un ensemble dont la densité naturelle est 1". Autrement dit, si A est un ensemble d'entiers positifs, et si la proportion d'entiers positifs dans A en dessous de n (sur tous les entiers positifs inférieurs à n) tend vers 1 alors que n tend vers l'infini, alors presque tous les entiers positifs sont dans A,,.
Plus généralement, soit S un ensemble infini d'entiers positifs, tels que l'ensemble des nombres positifs pairs ou l'ensemble des nombres premiers, si A est un sous-ensemble de S, et si la proportion d'éléments de S inférieurs à n qui sont dans A (sur tous les éléments de S en dessous de n) tend vers 1 alors que n tend vers l'infini, alors on peut dire que presque tous les éléments de S sont dans A.
Exemples :
- la densité naturelle des ensembles de cofinite d'entiers positifs est 1, donc chacun d'eux contient presque tous les entiers positifs ;
- presque tous les entiers positifs sont composites[sec 8],[17] ;
- presque tous les nombres même positifs peuvent être exprimés comme la somme de deux nombres premiers[4] ;
- presque tous les nombres premiers sont isolés . De plus, pour tout entier positif g, presque tous les nombres premiers ont des intervalles premiers de plus de g fois à leur gauche et à leur droite ; c'est-à-dire qu'il n'y a pas d'autres nombres premiers entre p − g et p + g[18].

### Signification en théorie des graphes
En théorie des graphes, si A est un ensemble de graphes (étiquetés finis), on peut dire qu'il contient presque tous les graphes, si la proportion de graphes avec n sommets qui sont dans A tend vers 1 alors que n tend vers l'infini. Cependant, il est parfois plus facile de travailler avec des probabilités donc la définition est reformulée comme suit. La proportion de graphes avec n sommets qui sont dans A est égale à la probabilité qu'un graphe aléatoire avec n sommets (choisis avec la distribution uniforme) soit dans A, et choisir un graphe de cette manière a le même résultat que de générer un graphe en retournant un coin pour chaque paire de sommets pour décider de les connecter. Par conséquent, de façon équivalente à la définition précédente, l'ensemble A contient presque tous les graphes si la probabilité qu'un graphe généré par le retournement de pièces avec n sommets soit dans A tend vers 1 alors que n tend vers l'infini,. Parfois, la dernière définition est modifiée de sorte que le graphe est choisi au hasard d'une autre manière, où tous les graphes avec n sommets n'ont pas la même probabilité, et ces définitions modifiées ne sont pas toujours équivalentes au principal.
L'utilisation du terme «presque tout» dans la théorie des graphes n'est pas standard ; le terme « asymptotiquement presque sûrement » est plus couramment utilisé pour ce concept.
Exemple:
- presque tous les graphiques sont asymétriques[19] ;
- presque tous les graphiques ont un diamètre 2[23].

### Signification en topologie
En topologie et en particulier en théorie des systèmes dynamiques ,, (y compris des applications en économie), « presque tous » les points d'un espace topologique peuvent signifier « tous les points de l'espace mais ceux dans un maigre ensemble ». Certains utilisent une définition plus limitée où un sous-ensemble ne contient presque tous les points de l'espace que s'il contient un ensemble dense ouvert,,.
Exemple :
- étant donné une variété algébrique irréductible, les propriétés qui sont valables pour presque tous les points de la variété sont exactement les propriétés génériques[sec 9]. Ceci est dû au fait que dans une variété algébrique irréductible équipée de la topologie Zariski, tous les ensembles ouverts non vides sont denses.

### Signification en algèbre
En algèbre abstraite et en logique mathématique, si U est un ultrafiltre sur un ensemble X, "presque tous les éléments de X " signifie parfois "les éléments d'un élément de U ",,,. Pour toute partition de X en deux ensembles disjoints, l'un d'eux contiendra nécessairement presque tous les éléments de X. Il est possible de penser que les éléments d'un filtre sur X contiennent presque tous les éléments de X, même s'il ne s'agit pas d'un ultrafiltre.

## Voir également
- Presque partout
- Presque sûrement

### Sources primaires
1. ↑  Paul-Jean Cahen et Jean-Luc Chabert, Integer-Valued Polynomials, vol. 48, American Mathematical Society, coll. « Mathematical Surveys and Monographs », 3 décembre 1996 (ISBN 978-0-8218-0388-2, ISSN 0076-5376), xix
2. ↑  Paul-Jean Cahen et Jean-Luc Chabert, Non-Noetherian Commutative Ring Theory, vol. 520, Springer, coll. « Mathematics and Its Applications », 7 décembre 2010 (1re éd. First published 2000) (ISBN 978-1-4419-4835-9, DOI 10.1007/978-1-4757-3180-4), « Chapter 4: What's New About Integer-Valued Polynomials on a Subset? », p. 85
3. ↑  Peter Gärdenfors, The Dynamics of Thought, vol. 300, Springer, coll. « Synthese Library », 22 août 2005, 190-191 p. (ISBN 978-1-4020-3398-8)
4. 1 2  Richard Courant, Herbert Robbins et Ian Stewart, What is Mathematics? An Elementary Approach to Ideas and Methods, Oxford University Press, 18 juillet 1996, 2nd éd. (ISBN 978-0-19-510519-3, lire en ligne)
5. ↑  (en) Nitsa Movshovitz-hadar et Atara Shriki, Logic In Wonderland: An Introduction To Logic Through Reading Alice's Adventures In Wonderland - Teacher's Guidebook, World Scientific, 8 octobre 2018, 38 p. (ISBN 978-981-320-864-3, lire en ligne) :« This can also be expressed in the statement: 'Almost all prime numbers are odd.' »
6. 1 2  Jacob Korevaar, Mathematical Methods: Linear Algebra / Normed Spaces / Distributions / Integration, vol. 1, New York, Academic Press, 1er janvier 1968, 359-360 p. (ISBN 978-1-4832-2813-6)
7. ↑  Isidor P. Natanson (trad. Leo F. Boron), Theory of Functions of a Real Variable, vol. 1, New York, Frederick Ungar Publishing, juin 1961, revised éd. (ISBN 978-0-8044-7020-9), p. 90
8. ↑  Houshang H. Sohrab, Basic Real Analysis, Birkhäuser, 15 novembre 2014, 2e éd. (ISBN 978-1-4939-1841-6, DOI 10.1007/978-1-4939-1841-6), p. 307
9. ↑  Gilbert Helmberg, Introduction to Spectral Theory in Hilbert Space, vol. 6, Amsterdam, North-Holland Publishing Company, coll. « North-Holland Series in Applied Mathematics and Mechanics », décembre 1969, 1st éd. (ISBN 978-0-7204-2356-3), p. 320
10. ↑  Eric M. Vestrup, The Theory of Measures and Integration, United States, Wiley-Interscience, coll. « Wiley Series in Probability and Statistics », 18 septembre 2003 (ISBN 978-0-471-24977-1), p. 182
11. 1 2  Patrick Billingsley, Probability and Measure, United States, Wiley-Interscience, coll. « Wiley Series in Probability and Statistics », 1er mai 1995 (ISBN 978-0-471-00710-4, lire en ligne [archive du 23 mai 2018]), p. 60
12. ↑  Ivan Niven, Irrational Numbers, vol. 11, Rahway, Mathematical Association of America, coll. « Carus Mathematical Monographs », 1er juin 1956, 2-5 p. (ISBN 978-0-88385-011-4)
13. ↑  Alan Baker, A concise introduction to the theory of numbers, Cambridge University Press, 1984 (ISBN 978-0-521-24383-4, lire en ligne), 53
14. ↑  Andrew Granville et Zeev Rudnick, Equidistribution in Number Theory, An Introduction, vol. 237, Springer, coll. « Nato Science Series II », 7 janvier 2007 (ISBN 978-1-4020-5404-4), p. 11
15. ↑  G. H. Hardy, Ramanujan: Twelve Lectures on Subjects Suggested by His Life and Work, Cambridge University Press, 1940 (lire en ligne), p. 50
16. ↑  G. H. Hardy et E. M. Wright, An Introduction to the Theory of Numbers, Oxford University Press, décembre 1960, 4th éd., 8-9 p. (ISBN 978-0-19-853310-8, lire en ligne)
17. ↑  Selon le théorème des nombres premiers, le nombre de nombres premiers inférieurs ou égaux à n est asymptotiquement égal à n/ln(n). Donc la proportion des nombres premiers vaut approximativement ln(n)/n, qui tend vers 0 quand n tend vers l'infini, donc la proportion des nombres composés inférieur ou égal à n tend vers 1 lorsque n tend vers l'infini.
18. ↑  (de) Karl Prachar, Primzahlverteilung, vol. 91, Berlin, Springer, coll. « Grundlehren der mathematischen Wissenschaften », 1957, p. 164 Cited in Emil Grosswald, Topics from the Theory of Numbers, Boston, Birkhäuser, 1er janvier 1984, 2nd éd. (ISBN 978-0-8176-3044-7), p. 30
19. 1 2  László Babai, Handbook of Combinatorics, vol. 2, Netherlands, North-Holland Publishing Company, 25 décembre 1995 (ISBN 978-0-444-82351-9), « Automorphism Groups, Isomorphism, Reconstruction », p. 1462
20. 1 2 3  Joel Spencer, The Strange Logic of Random Graphs, vol. 22, Springer, coll. « Algorithms and Combinatorics », 9 août 2001, 3-4 p. (ISBN 978-3-540-41654-8)
21. 1 2  Béla Bollobás, Random Graphs, vol. 73, Cambridge University Press, coll. « Cambridge Studies in Advanced Mathematics », 8 octobre 2001, 2nd éd., 34-36 p. (ISBN 978-0-521-79722-1)
22. ↑  Eric Grädel, Phokion G. Kolaitis, Leonid Libkin, Maarten Marx, Joel Spencer, Moshe Y. Vardi, Yde Venema et Scott We, Finite Model Theory and Its Applications, Springer, coll. « Texts in Theoretical Computer Science (An EATCS Series) », 11 juin 2007 (ISBN 978-3-540-00428-8), p. 298
23. ↑  Fred Buckley et Frank Harary, Distance in Graphs, Addison-Wesley, 21 janvier 1990 (ISBN 978-0-201-09591-3), p. 109
24. ↑  John C. Oxtoby, Measure and Category, vol. 2, United States, Springer, coll. « Graduate Texts in Mathematics », 1980, 2nd éd., 59,68 (ISBN 978-0-387-90508-2) While Oxtoby does not explicitly define the term there, Babai has borrowed it from Measure and Category in his chapter "Automorphism Groups, Isomorphism, Reconstruction" of Graham, Grötschel and Lovász's Handbook of Combinatorics (vol. 2), and Broer and Takens note in their book Dynamical Systems and Chaos that Measure and Category compares this meaning of "almost all" to the measure theoretic one in the real line (though Oxtoby's book discusses meagre sets in general topological spaces as well).
25. ↑  Laurent Baratchart, Modelling, Robustness and Sensitivity Reduction in Control Systems, vol. 34, Springer, coll. « NATO ASI Series F », 1987 (ISBN 978-3-642-87516-8, DOI 10.1007/978-3-642-87516-8), « Recent and New Results in Rational L2 Approximation », p. 123
26. 1 2  Henk Broer et Floris Takens, Dynamical Systems and Chaos, vol. 172, Springer, coll. « Applied Mathematical Sciences », 28 octobre 2010 (ISBN 978-1-4419-6870-8, DOI 10.1007/978-1-4419-6870-8), p. 245
27. ↑  A. N. Sharkovsky, S. F. Kolyada, A. G. Sivak et V. V. Fedorenko, Dynamics of One-Dimensional Maps, vol. 407, Springer, coll. « Mathematics and Its Applications », 30 avril 1997 (ISBN 978-94-015-8897-3, DOI 10.1007/978-94-015-8897-3), p. 33
28. ↑  George Xian-Zhi Yuan, KKM Theory and Applications in Nonlinear Analysis, Marcel Dekker, coll. « Pure and Applied Mathematics; A Series of Monographs and Textbooks », 9 février 1999 (ISBN 978-0-8247-0031-7), p. 21
29. ↑  Francesca Albertini et Eduardo D. Sontag, Analysis of Controlled Dynamical Systems, vol. 8, Birkhäuser, coll. « Progress in Systems and Control Theory », 1er septembre 1991 (ISBN 978-1-4612-3214-8, DOI 10.1007/978-1-4612-3214-8), « Transitivity and Forward Accessibility of Discrete-Time Nonlinear Systems », p. 29
30. ↑  Angel De la Fuente, Mathematical Models and Methods for Economists, Cambridge University Press, 28 janvier 2000 (ISBN 978-0-521-58529-3), p. 217
31. ↑  Péter Komjáth et Vilmos Totik, Problems and Theorems in Classical Set Theory, United States, Springer, coll. « Problem Books in Mathematics », 2 mai 2006 (ISBN 978-0387-30293-5), p. 75
32. ↑  Helmut Salzmann, Theo Grundhöfer, Hermann Hähl et Rainer Löwen, The Classical Fields: Structural Features of the Real and Rational Numbers, vol. 112, Cambridge University Press, coll. « Encyclopedia of Mathematics and Its Applications », 24 septembre 2007 (ISBN 978-0-521-86516-6, lire en ligne), 155
33. ↑  Hans Schoutens, The Use of Ultraproducts in Commutative Algebra, vol. 1999, Springer, coll. « Lecture Notes in Mathematics », 2 août 2010 (ISBN 978-3-642-13367-1, DOI 10.1007/978-3-642-13368-8), p. 8
34. 1 2  Wolfgang Rautenberg, A Concise to Mathematical Logic, Springer, coll. « Universitext », 17 décembre 2009, 3rd éd., 210-212 p. (ISBN 978-1-4419-1221-3, DOI 10.1007/978-1-4419-1221-3)

### Sources secondaires
1. ↑  (en-US) « The Definitive Glossary of Higher Mathematical Jargon — Almost », sur Math Vault, 1er août 2019 (consulté le 11 novembre 2019)
2. ↑  Steven Schwartzman, The Words of Mathematics: An Etymological Dictionary of Mathematical Terms Used in English, Mathematical Association of America, coll. « Spectrum Series », 1er mai 1994 (ISBN 978-0-88385-511-9, lire en ligne ), 22
3. ↑  Christopher Clapham et James Nicholson, The Concise Oxford Dictionary of mathematics, Oxford University Press, coll. « Oxford Paperback References », 7 juin 2009, 4th éd. (ISBN 978-0-19-923594-0), p. 38
4. ↑  Robert C. James, Mathematics Dictionary, Chapman & Hall, 31 juillet 1992, 5th éd. (ISBN 978-0-412-99031-1), p. 269
5. ↑  Vadim I. Bityutskov, Encyclopaedia of Mathematics, vol. 1, Kluwer Academic Publishers, 30 novembre 1987 (ISBN 978-94-015-1239-8, DOI 10.1007/978-94-015-1239-8), « Almost-everywhere », p. 153
6. ↑  Encyclopedic Dictionary of Mathematics, vol. 2, Kingsport, MIT Press, 4 juin 1993, 2nd éd. (ISBN 978-0-262-09026-1), p. 1267
7. ↑  « Almost All Real Numbers are Transcendental - ProofWiki », sur proofwiki.org (consulté le 11 novembre 2019)
8. 1 2  (en) Eric W. Weisstein, « {{{titre}}} », sur MathWorld See also Eric W. Weisstein, CRC Concise Encyclopedia of Mathematics, CRC Press, 25 novembre 1988, 1st éd. (ISBN 978-0-8493-9640-3, lire en ligne), p. 41
9. ↑  Encyclopedic Dictionary of Mathematics, vol. 1, Kingsport, MIT Press, 4 juin 1993, 2nd éd. (ISBN 978-0-262-09026-1, lire en ligne), p. 67